# Chikubushima (Nō)

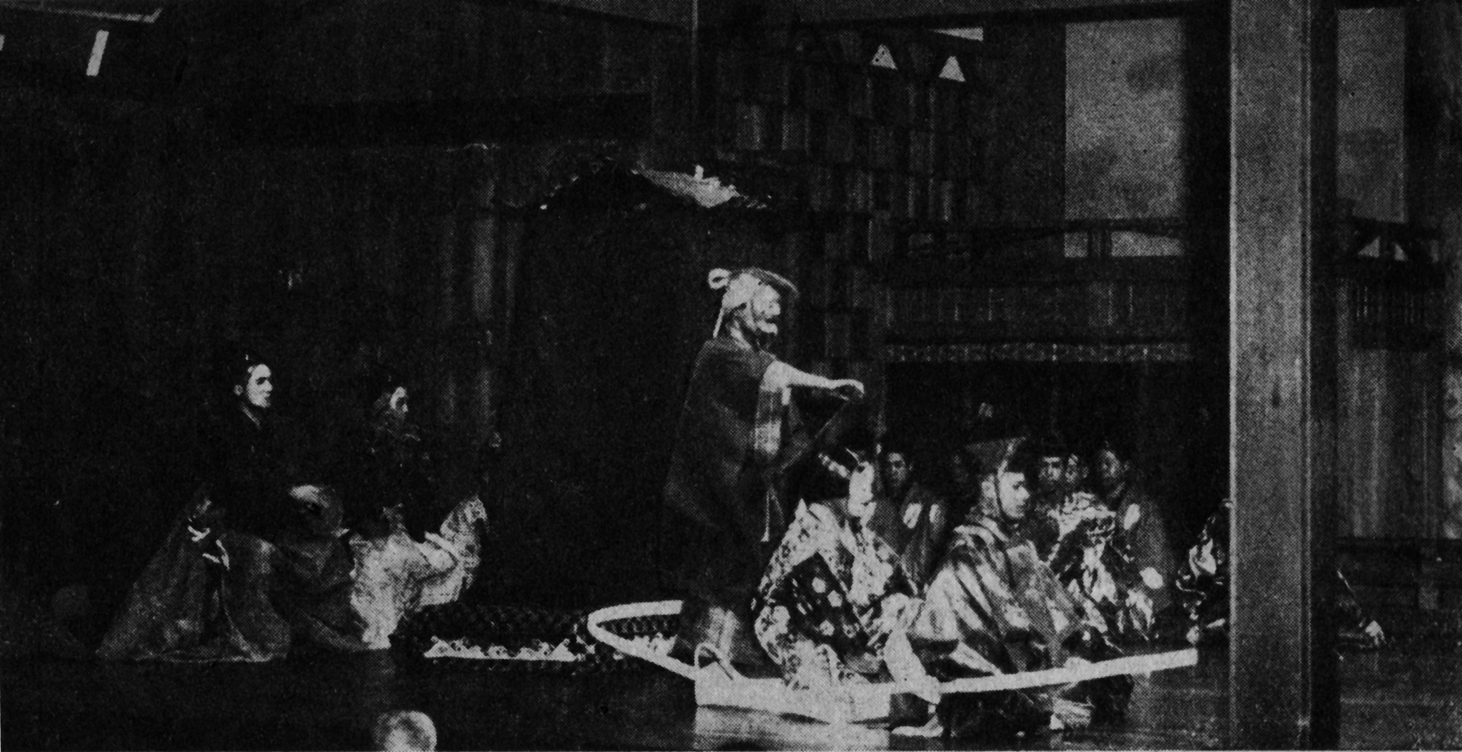
Chikushima-Szene.

Chikubushima (japanisch 竹生島) ist der Titel eines Nō-Dramas von Komparu Zenchiku (1405–1470). Es ist im Rahmen der Nō-Kategorie ein Erstspiel.

## Vorbemerkung
Es treten folgende Personen auf:
- Waki: Gesandter des Kaisers Daigo
- Wakitsure: Begleiter des Gesandten
- Shite I: Alter Fischer
- Tsure I: Junges Mädchen
- Ai: Mann des Schreins
- Shite II: Drachengott
- Tsure II: Benzaiten

## Handlung
1. Akt:
  1. Ein Abgesandter des Kaisers Daigo tritt mit Gefolgsleuten auf. Man will den Biwa-See besuchen, den man schließlich erreicht.
  2. Ein Fischer im Kahn erscheint. Ein Mädchen vom See ist bei ihm.
  3. Der Abgesandte bittet den Fischer, ihn zur Insel zu fahren. Der Fischer erläutert den See und preist ihn, zusammen mit der Insel und dem Schrein darauf.
  4. Der Abgesandte wundert sich, dass ein Mädchen mit ihm Kahn ist, wo doch der Zugang zur Insel weiblichen Wesen verboten ist. Dialog, Chor. Immer mehr kommt er zu der Erkenntnis, dass hier etwas Besonderes vorliegen muss.
  5. Zwischenspiel: Weitere Erläuterungen zu den Schätzen des Schreins und zum Schatzschiff.
2. Akt:
  1. Es erscheint die göttliche Jungfrau Benzaiten. Tanz der Himmelsjungfrau. Mit schneller Flöte erscheint der Drachengott selbst, das Drachenjuwel dem Hofe darbringend. Lobpreisender Chor.